# Ойзу (волость)
О́йзу (ест. Oisu vald) — волость в Естонії, одиниця самоврядування в повіті Ярвамаа з 19 грудня 1991 по 23 жовтня 2005 року.

## Географічні дані
Площа волості — 118 км2.

## Населені пункти
Адміністративний центр — селище Ойзу (Oisu alevik).
На території волості також розташовувалися 11 сіл (küla): Вяльяотса (Väljaotsa), Ейамаа (Äiamaa), Кяревере (Kärevere), Метсакюла (Metsaküla), Мяекюла (Mäeküla), Раукла (Raukla), Ретла (Retla), Рікассааре (Rikassaare), Саареотса (Saareotsa), Тайксе (Taikse), Тяннассілма (Tännassilma).

## Історія
19 грудня 1991 року Ойзуська сільська рада перетворена у волость зі статусом самоврядування.
30 червня 2005 року Уряд Естонії постановою № 153 затвердив утворення нової адміністративної одиниці шляхом об'єднання міського самоврядування Тюрі та волостей Кабала, Ойзу і Тюрі, визначивши назву нового муніципалітету як волость Тюрі. Зміни в адміністративно-територіальному устрої, відповідно до постанови, набрали чинності 23 жовтня 2005 року після оголошення результатів виборів до волосної ради нового самоврядування. Волость Ойзу вилучена з «Переліку адміністративних одиниць на території Естонії».